# صفرا، لبنان
صفرا (به عربی: صفرا) یک منطقهٔ مسکونی در لبنان است که در شهرستان کسروان واقع شده‌است.
 صفرا ۳٫۰۶ کیلومتر مربع مساحت دارد  ۱۵۰ متر بالاتر از سطح دریا واقع شده‌است.